# Брвњиште
Брвњиште (слч. Brvnište) насељено је мјесто са административним статусом сеоске општине (слч. obec) у округу Повашка Бистрица, у Тренчинском крају, Словачка Република.

## Становништво
| Година:    | 1994. | 2004.   | 2014.   | 2024.   |
| ---------- | ----- | ------- | ------- | ------- |
| Број људи: | 1154  | 1170    | 1190    | 1167    |
| Разлика:   |       | +1,38 % | +1,70 % | -1,93 % |

| Година:    | 2023. | 2024.   |
| ---------- | ----- | ------- |
| Број људи: | 1172  | 1167    |
| Разлика:   |       | -0,42 % |

Према подацима о броју становника из 2024. године насеље је имало 1167 становника.